# Entkupplungsgleis
Ein Entkupplungsgleis ist ein Element einer Modelleisenbahn-Anlage. 

## Beschreibung
Bei einem Entkupplungsgleis handelt sich um ein Schienenstück mit einem elektromechanischen Mechanismus zum Lösen der Wagenkupplungen eines Modelbahn-Zugs, beispielsweise vor einem oder mehreren Abstellgleisen. Damit lässt sich das Auseinandernehmen kompletter Züge in einem Güterbahnhof aus dem Echtbetrieb simulieren. Beim Vorbild erfordern die in Europa verwendeten Schraubenkupplungen, jeden Wagen durch eine Person von Hand an- oder abzukuppeln. Im Modell werden die Wagen so vom Steuerpult aus „fern“-entkuppelt.
Später können sie dann von einer anderen Lok und in einer anderen Zugzusammenstellung wieder abgeholt werden. Damit lässt sich Fahrbetrieb der Modelleisenbahn abwechslungsreicher gestalten, ohne mit der Hand zwischen die Wagen greifen zu müssen.
Die meisten Entkupplunggleise sind für Bügelkupplungen vorgesehen, mit denen die Wagen von den meisten Modellbahnherstellern standardmäßig ausgerüstet werden. Diese Gleise enthalten eine Platte, die durch einen Elektromagneten oder einen Hebel so angehoben wird, dass sich die beweglichen Kupplungsbügel eines Wagens nach oben vom festen Haken des anderen Fahrzeugs lösen. Je nach System können die Wagen sogar weitergeschoben werden („Vorentkupplung“), ohne dass die Kupplungen wieder zurückfallen. Für magnetische Kupplungen, die bei US-Modellbahnern beliebt sind, gibt es auch magnetisch arbeitende Entkuppler.
Siehe auch: Gleisharfe, Güterbahnhof, Rangierbahnhof